# Raja FM
Raja FM var en singalesiskspråkig radiostation i Sri Lanka. Den ägs av Swarnavahini Group. Kanalen förbjöds 2006 av Sri Lankas regering efter att de sänt program som tog upp sexfrågor.